# Periclimenes obscurus
Periclimenes obscurus är en kräftdjursart som beskrevs av Kemp 1922. Periclimenes obscurus ingår i släktet Periclimenes och familjen Palaemonidae. Inga underarter finns listade i Catalogue of Life.